# Le Villi
Le Villi is een ballet-opera in twee (oorspronkelijk één) bedrijven van Giacomo Puccini op een Italiaans libretto van Ferdinando Fontana, gebaseerd op het korte verhaal Les Willis van Alphonse Karr. De oorspronkelijk versie ging in het Teatro Dal Verme in Milaan op 31 mei 1884 in première. De gereviseerde versie met twee bedrijven werd voor het eerst in het Teatro Regio in Turijn op 26 december 1884 uitgevoerd.
Le Villi is Puccini's eerste toneelwerk. Hij schreef het voor een wedstrijd voor opera’s in een bedrijf, maar kreeg niet eens een eervolle vermelding. Zijn aanhangers betaalden de eerste productie, en de gunstige ontvangst leidde tot de officiële uitgave door Giulio Ricordi. Deze spoorde de componist aan om het werk uit te breiden, wat Puccini deed, en de nieuwe versie later dat jaar, werd gevolgd door verdere aanpassingen in 1888, en de uiteindelijke laatste herziening in 1892.
Het libretto is gebaseerd op de legende uit Centraal-Europa van de Wilis, zoals ook gebruikt in het ballet Giselle.

## Rolverdeling
- Guglielmo Wulf, de boswachter - bariton of bas
- Anna, zijn dochter - sopraan
- Roberto, een jonge man - tenor
- Verteller - spreekstem
- Bergbewoners, feeën, onzichtbare geesten - koor

## Synopsis
Plaats: het Zwarte Woud
Tijd: de Middeleeuwen

### Eerste bedrijf - Lente
Familie en gasten dansen op het feest van de verloving van Roberto en Anna. De vreugde wordt nog verhoogd door de tijding dat Roberto de erfenis gekregen heeft van zijn rijke peettante. Hij zal naar Mainz gaan om de erfenis op te halen, en zal als een rijk man terugkomen. Anna is bezorgd dat hij niet terug zal keren, en ze hem nooit meer zal zien (aria: "Se come voi piccina"). Roberto troost haar, alles is in orde en ze zullen trouwen wanneer hij uit Mainz terugkeert. Anna vertelt Roberto van haar dromen waarin hij sterft, maar Roberto zegt haar dat ze zich geen zorgen moet maken en dat ze wel aan God mag twijfelen, maar niet aan zijn liefde voor haar. De feestgangers keren terug; Anna is nog steeds bezorgd, waarop Roberto Guglielmo, Anna’s vader, vraagt hun zijn zegen te geven voordat hij op reis gaat. Daarna vertrekt hij naar Mainz.

### Intermezzo
De verteller declameert een gedicht dat verhaalt hoe Roberto in Mainz wordt verleid door een Sirene en dat hij Anna vergeet. Anna wacht de hele zomer en de herfst op hem, en sterft dan ‘s winters van verdriet. De legende van de "Villi" (wraakheksen) wordt nu door de verteller uitgelegd: wanneer een vrouw sterft door een gebroken hart, wreken de "Villi" haar door de man die haar hart gebroken heeft te laten dansen tot hij er dood bij neervalt.

### Tweede bedrijf - Winter
Anna's vader, Guglielmo, houdt Roberto verantwoordelijk voor Anna’s dood en roept de Villi aan om zijn dochter te wreken (aria: "Anima santa della figlia mia"). Roberto, nu arm en verlaten door zijn verleidster, keert terug wanneer het nieuws van Anna’s dood hem bereikt, hopend op vergeving. (aria: "Torna ai felici dì"). Hij vindt de enige bloem die in de winter is overgebleven en probeert daaraan de hoop te ontlenen dat Anna toch nog leeft. Dit alles wekt slechts afkeer bij de Villi. De Villi laten Anna’s geest Roberto het bos in lokken. Als hij bij Guglielmo's huis aanklopt is dit tevergeefs. Roberto probeert te bidden om vergeving, wat hem niet gelukt als gevolg van de vloek die hem door de Villi is opgelegd. Wanneer Roberto zijn lot vervloekt verschijnt de geest van Anna, die hem vertelt over het lijden dat zij door hem heeft moeten doorstaan. Roberto smeekt om vergeving en voelt de pijn van Anna in zijn hart branden. Maar hij krijgt geen vergiffenis en Anna roept de Villi aan, die hem als verrader vervloeken. Omringd door de Villi sleurt Anna Roberto mee in een wilde dans, tot Roberto ten slotte van uitputting sterft aan de voeten van Anna.